# Primera División de Uruguay 1958
Liga Profesional de Primera División 1958 var den 56:e säsongen av Uruguays högstaliga i fotboll, och 27:e säsongen som ligan spelades på professionell nivå. Ligan spelades som ett seriespel där samtliga lag mötte varandra vid två tillfällen. Totalt spelades 90 matcher med 271 gjorda mål.
Peñarol vann sin 23:e titel som uruguayanska mästare.

## Deltagande lag
10 lag deltog i mästerskapet, samtliga från Montevideo.

## Resultat
| Nr | Lag                  | S  | V  | O | F  | GM | IM | MS  | P  |
| -- | -------------------- | -- | -- | - | -- | -- | -- | --- | -- |
| 1  | Peñarol              | 18 | 10 | 4 | 4  | 33 | 16 | +17 | 24 |
| 2  | Nacional             | 18 | 8  | 7 | 3  | 37 | 15 | +22 | 23 |
| 3  | Rampla Juniors       | 18 | 10 | 3 | 5  | 29 | 18 | +11 | 23 |
| 4  | IA Sud América       | 18 | 7  | 7 | 4  | 20 | 16 | +4  | 21 |
| 5  | Montevideo Wanderers | 18 | 5  | 8 | 5  | 26 | 28 | −2  | 18 |
| 6  | Liverpool            | 18 | 7  | 3 | 8  | 26 | 40 | −14 | 17 |
| 7  | CA Defensor          | 18 | 5  | 6 | 7  | 32 | 32 | 0   | 16 |
| 8  | Cerro                | 18 | 3  | 8 | 7  | 20 | 26 | −6  | 14 |
| 9  | Danubio              | 18 | 2  | 9 | 7  | 24 | 35 | −11 | 13 |
| 10 | Fénix                | 18 | 3  | 5 | 10 | 24 | 45 | −21 | 11 |